# Jozef Štibrányi
Jozef Štibrányi (ur. 11 stycznia 1940 w Vlčkovcach) – słowacki piłkarz, napastnik. Srebrny medalista MŚ 62.
W reprezentacji Czechosłowacji zagrał 9 razy i strzelił jedną bramkę. Debiutował 30 października 1960 w meczu z Holandią, ostatni raz zagrał w 1963. Podczas MŚ 62 wystąpił w dwóch spotkaniach Czechosłowacji w turnieju i strzelił zwycięską bramkę w meczu z Hiszpanią. Był wówczas piłkarzem Spartaka Trnawa.